# Procomp Motorsport

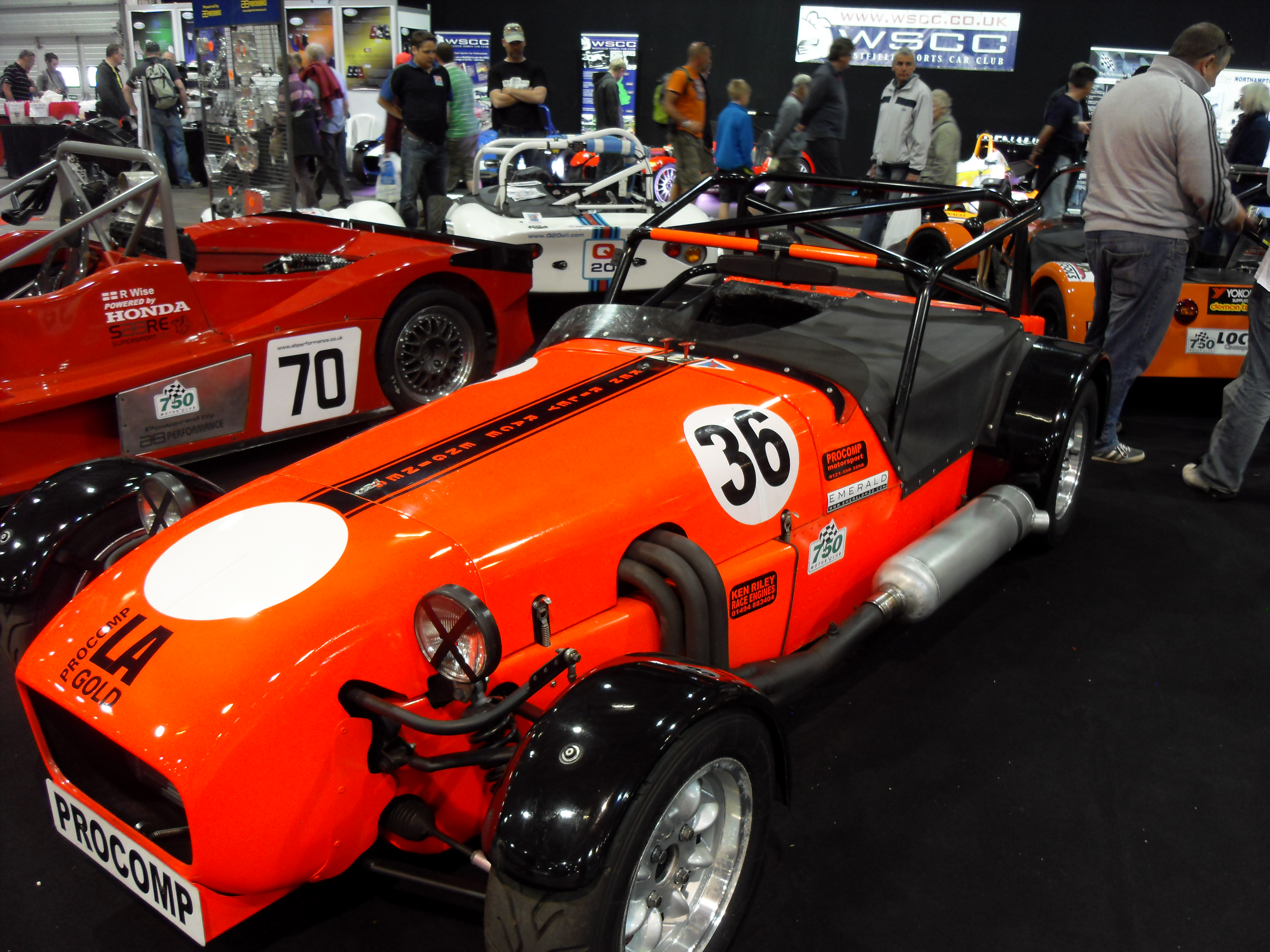
Procomp LA Gold

Procomp Motorsport ist ein britischer Hersteller von Automobilen.

## Unternehmensgeschichte
Das Unternehmen wurde in den 1970er Jahren in Birmingham in der Grafschaft West Midlands gegründet. 1999 begann die Produktion von Automobilen und Kits. Der Markenname lautet Procomp. Insgesamt entstanden bisher etwa 45 Exemplare.

## Fahrzeuge
Im Angebot stehen zwei Sportwagen, die überwiegend für Autorennen gedacht sind. Einige erhalten eine Straßenzulassung.
Der LA Gold ist vom Lotus Seven inspiriert. Hiervon entstanden bisher etwa 25 Fahrzeuge.
Der ähnliche LA Locost fand bisher etwa 20 Käufer.